# Оскарс Калпакс
Оскар Петрович Калпакс  (латис. Oskars Kalpaks, 6 січня 1882 — 6 березня 1919) — полковник, командир окремого латиського батальйону («батальйон Калпакса»), перший офіцер латиських національних збройних сил.

## Дитинство та юність
Калпакс народився в родині селянина Петра Калпакса. Хоча, в усіх документах фігурує прізвище «Колпак», яким полковник підписувався до своєї смерті. Оскар з дитинства захоплювався грою на скрипці та читанням літератури про військову справу. Закінчив Вісагалську волосну та Лубанську приходську школи.
Майбутній полковник розпочав свою військову кар'єру з навчання у Іркутському військовому училищі. Служив у 40-му Коливанському полку, брав участь у придушенні Іркутського повстання 1905 року. За це отримав медаль «За вірність». Після закінченням училища у званні підпоручика направлений для проходження служби в 183-й Пултуський піхотний полк.

## Участь у Першій світовій війні
У Першу світову війну воював у Польщі, Білорусі, Румунії та Україні у складі 183-го Пултуського полку. За проявлені у вересні 1915 року військові здібності та героїзм отримав найвищу нагороду російської імператорської армії — Орден Святого Георгія IV ступеня.

## Революційні події
У 1917 році виявляючи лояльність до Лютневої революції та Тимчасового уряду вступає у партію есерів. Після більшовицького перевороту обраний командиром полку. Після розформування полку, що дислокувався в України, у зв'язку з демобілізацією армії повертається на територію Латвії.

## Війна за незалежність Латвії
Після проголошення незалежності Латвії 18 листопада 1918 року Калпакс прийнятий на службу в міністерство оборони молодої країни. Брав активну участь у створенні Ландсверу. Після бунту латиських рот і розформування 1 та 2 роти в новостворених збройних силах починається масове дезертирство. Калпакс під своїм командуванням об'єднав усіх тих, хто залишився вірним Тимчасовому уряду республіки в окремий батальйон. 
31 грудня 1918 року Калпакс отримує призначення командира всіх латиських військових частин (всього декілька загонів та батальйон під його командуванням).
У січні 1919 року «батальйон Калпакса» розгромив 2-й стрілецький полк червоногвардійців та зайняв місто Скрунда. Оскару Калпаксу вдалося у березні 1919 року нанести поразку червоним латиським стрільцям.

## Смерть
6 березня 1919 року при наступі на Мітаву в результаті випадкової перестрілки з солдатами Балтійського Ландсверу Оскар Калпакс був вбитий.

## Кар'єра
- 1911 рік — отримав звання поручика
- 1915 рік — підвищений до штабс-капітана
- 1916 рік — отримав звання капітана
- 1917 рік — полковник імператорської армії
- 1918 рік — підполковник Ландсверу
- 31 грудня 1918 року — командир латиських загонів (майбутні Збройні Сили)

## Пам'ять
- У Латвії вважається першим Головнокомандувачем Збройних Сил (хоча на дану посаду його не було призначено)
- У Лієпаї є міст, названий на честь Оскара Калпакса